# Relaciones Rusia-Timor Oriental
Relaciones entre Rusia y Timor Oriental (en ruso: Российско-восточнотиморские отношения) son las relaciones bilaterales entre Timor Oriental y Rusia. Ningún país tiene un embajador residente. Rusia fue uno de los primeros países en reconocer la independencia de Timor Oriental y participó en casi todos los programas de ayuda de la ONU, proporcionando alimentos y personal de socorro, incluidos pilotos de aviación civil y de transporte.

## Lazos diplomáticos
El 20 de mayo de 2002, el presidente ruso Vladímir Putin firmó un ukaz reconociendo la independencia de Timor Oriental, e instruyó al Ministerio de Relaciones Exteriores de Rusia a establecer relaciones diplomáticas con el nuevo estado independiente. El 24 de junio de 2002, Alexander Vladimirovich Yakovenko, del Ministerio de Relaciones Exteriores de Rusia, anunció que, tras las negociaciones con los representantes de Timor Oriental, se confirmó que Rusia había establecido relaciones diplomáticas con Timor Oriental. Rusia está representada en Timor Oriental a través de su embajada en Yakarta (Indonesia).

## Vínculos humanitarios
En junio de 2001, la aerolínea rusa TyumenAviaTrans (ahora conocida como UTair), obtuvo un contrato de un año para suministrar apoyo de helicópteros a la Misión de Apoyo de las Naciones Unidas a Timor Oriental utilizando el Mil Mi-26, en un contrato por valor de 6.5 millones de dólares estadounidenses.